# Біблійний канон

Юдейський і Александрійський канони

Біблійний канон — сукупність книг Біблії, що визнаються Церквою богонатхненними і містять зразки схвалюваної поведінки, за що застосовуються в богослужінні як Священне Писання.

## Норми канонічності
Головна вимога до канонічних книг — це їхня богонатхненність. Церква визнає, що священні тексти написані людьми, але вважається, що написання відбувалося під впливом Святого Духа. Богонатхненність визначається за зв'язком тексту з іншими текстами та повчаннями або прикладами правильної поведінки.
Для визнання канонічними, тексти повинні також бути достатньо давніми; їхні автори повинні бути конкретними не анонімними людьми; відповідати вірі християнської спільноти; при цьому бути визнаними за важливі для всіх людей. Наостанок — використовуватися в богослужінні чи катехизі. Тобто, канонічний текст повинен не тільки мати визнання Церквою, а й бути в ужитку.

## Склад біблійного канону

### Першоканонічні та другоканонічні книги
З історії формування біблійного канону зберігся поділ на першоканонічні та другоканонічні книги. Перші завжди й усіма були визнавані за богонатхненні. Щодо других, за різних часів і від різних осіб були висловлювані сумніви у питанні про їхнє богонатхнення. Євреї та протестанти вважають їх за апокрифи.
До другоканонічних книг Старого Заповіту належать:
- Сираха (Книга Премудрості Ісуса, Сина Сираха)
- Книга мудрості (Книга премудрості Соломона)
- Книга пророка Варуха
- Книга Юдити
- Книга Товита
- 1-ша та 2-га Макавеїв
- уривки з Книги Естер
- уривки з Книги пророка Даниїла.

Євреї відмовляють їм канонічності з огляду на той факт, що вони збереглися тільки грецькою мовою (хоча, тим часом, нові знахідки у Кумрані й у Каїрі виявляють їхнє первісне записання єврейською мовою, за винятком хіба що книг Мудрості та 2 Макавеїв).
Другоканонічні книги Нового Заповіту:
- Послання до Євреїв
- 2-ге послання Петра
- 2-ге послання Івана
- 3-тє послання Івана
- Послання Якова
- Послання Юди
- Апокаліпсис (Одкровення).

### Старий Завіт
Книги Старого Завіту внесені до Біблії з огляду на те, що згадуються й цитуються апостолами та пояснюють, чому людство потребувало приходу Ісуса Христа.
Більшість вчених вважає, що книги Старого Заповіту створювались або складались у період між XII та II століттями до н. е, тобто до народження Ісуса Христа. Основою формування канону Старого Заповіту слугували перекладені з єврейської мови грецькі тексти Септуаґінти (II ст. до н. е.), а пізніше латинський переклад Вульґати (IV ст. н. е.). Канон Старого Заповіту має деякі відмінності у різних християнських конфесій. Всі конфесії визнають єврейський канон, що містить 39 книг (т. зв. «протоканонічні книги»), православні та католицькі видання включають також одинадцять второканонічних книг, які деякими протестантськими організаціями вважаються апокрифами.
Старий Заповіт Римо-Католицької Церкви нараховує 47 канонічних книг (або 45, якщо вважати Книгу Єремії, Лист та Плач Єремії однією книгою). У Православній Церкві у складі Старого Заповіту є 39 канонічних та 11 неканонічних книг.
|                                                         | Західна традиція | Західна традиція         | Східна традиція (Православя) | Східна традиція (Православя) | Східна традиція (Православя) | Давньосхідня традиція   | Давньосхідня традиція | Давньосхідня традиція             | Давньосхідня традиція     | Сиро-асирійська традиція |
| Книги                                                   | Протестанти      | Католики                 | Грецька православна          | Слов'янська православна      | Грузинська православна       | Вірменська апостольська | Сирійська православна | Коптська православна (Єгипетська) | Ефіопська православна     | Асирійська церква Сходу  |
| Буття (1 М.)                                            | Так              | Так                      | Так                          | Так                          | Так                          | Так                     | Так                   | Так                               | Так                       | Так                      |
| Вихід (2 М.)                                            | Так              | Так                      | Так                          | Так                          | Так                          | Так                     | Так                   | Так                               | Так                       | Так                      |
| Левит (З М.)                                            | Так              | Так                      | Так                          | Так                          | Так                          | Так                     | Так                   | Так                               | Так                       | Так                      |
| Числа (4 М.)                                            | Так              | Так                      | Так                          | Так                          | Так                          | Так                     | Так                   | Так                               | Так                       | Так                      |
| Повторення (З М.)                                       | Так              | Так                      | Так                          | Так                          | Так                          | Так                     | Так                   | Так                               | Так                       | Так                      |
| Ісуса Навина                                            | Так              | Так                      | Так                          | Так                          | Так                          | Так                     | Так                   | Так                               | Так                       | Так                      |
| Суддів                                                  | Так              | Так                      | Так                          | Так                          | Так                          | Так                     | Так                   | Так                               | Так                       | Так                      |
| Рут                                                     | Так              | Так                      | Так                          | Так                          | Так                          | Так                     | Так                   | Так                               | Так                       | Так                      |
| Самуїла                                                 | Так              | Так                      | Так                          | Так                          | Так                          | Так                     | Так                   | Так                               | Так                       | Так                      |
| Царів                                                   | Так              | Так                      | Так                          | Так                          | Так                          | Так                     | Так                   | Так                               | Так                       | Так                      |
| Хроніки                                                 | Так              | Так                      | Так                          | Так                          | Так                          | Так                     | Так                   | Так                               | Так                       | Так                      |
| Молитва Манасії                                         | Ні (Апокрифи)    | Ні (додаток)             | Так                          | Так                          | Так                          | Так                     | Так                   | Ні історична                      | Так част. 2 Книга Хроніки | Так                      |
| Ездри (1 Езра)                                          | Так              | Так (1 Ездри)            | Так (Ездри B)                | Так (1 Ездри)                | Так (1 Ездри)                | Так                     | Так                   | Так                               | Так                       | Так                      |
| Неємії (2 Езри)                                         | Так              | Так (2 Ездри)            | Так (Ездри B)                | Так                          | Так                          | Так                     | Так                   | Так                               | Так                       | Так                      |
| 1-ша Езри (3 Esdras, Esdras A, Greek Esra)              | Ні (Апокрифи)    | Ні (3 Ездри)             | Так (Ездри A)                | Ні (2 Ездри)                 | Так (2 Ездри)                | Так                     | Так                   | Ні                                | Так (2 Ездри)             | Ні                       |
| 2-га Езри (4 Esdras, Latin Ezra, Apocalypsis of Esdras) | Ні (Апокрифи)    | Ні (4 Ездри)             | Ні                           | Ні 3 Ездри (додаток)         | Так 3 Ездри                  | Так 3 Ездри             | Так 4 Ездри           | Ні                                | Так Ezra Sutuel           | Ні                       |
| Естер                                                   | Так              | Так                      | Так                          | Так                          | Так                          | Так                     | Так                   | Так                               | Так                       | Так                      |
| Доповнення до книги Естери/Грецька книга Естери         | Ні (Апокрифи)    | Так                      | Так                          | Так                          | Так                          | Так                     | Так                   | Ні історична                      | Так                       | Так                      |
| Товита                                                  | Ні (Апокрифи)    | Так                      | Так                          | Ні                           | Так                          | Так                     | Так                   | Ні історична                      | Так                       | Так                      |
| Юдити                                                   | Ні (Апокрифи)    | Так                      | Так                          | Ні                           | Так                          | Так                     | Так                   | Ні історична                      | Так                       | Так                      |
| Йова                                                    | Так              | Так                      | Так                          | Так                          | Так                          | Так                     | Так                   | Так                               | Так                       | Так                      |
| Псалми                                                  | Так              | Так                      | Так                          | Так                          | Так                          | Так                     | Так                   | Так                               | Так                       | Так                      |
| Псалом 151                                              | Ні               | Ні (додаток)             | Так                          | Так                          | Так                          | Так                     | Так                   | Ні історична                      | Так                       | Так                      |
| Псалми 152—155                                          | Ні               | Ні                       | Ні                           | Ні                           | Ні                           | Ні                      | Ні (додаток)          | Ні                                | Ні                        | Ні (додаток)             |
| Плач Єремії                                             | Так              | Так                      | Так                          | Так                          | Так                          | Так                     | Так                   | Так                               | Так                       | Так                      |
| Книга приказок Соломонових                              | Так              | Так                      | Так                          | Так                          | Так                          | Так                     | Так                   | Так                               | Так в двох книгах         | Так                      |
| Книга Екклезіястова, або Проповідника                   | Так              | Так                      | Так                          | Так                          | Так                          | Так                     | Так                   | Так                               | Так                       | Так                      |
| Пісня над піснями                                       | Так              | Так                      | Так                          | Так                          | Так                          | Так                     | Так                   | Так                               | Так                       | Так                      |
| Книга Мудрості (Книга приказок Соломона)                | Ні (Апокрифи)    | Так                      | Так                          | Ні                           | Так                          | Так                     | Так                   | Ні історична                      | Так                       | Так                      |
| Книга премудрості Ісуса, сина Сираха                    | Ні (Апокрифи)    | Так                      | Так                          | Ні                           | Так                          | Так                     | Так                   | Ні історична                      | Так                       | Так                      |
| Ісаї                                                    | Так              | Так                      | Так                          | Так                          | Так                          | Так                     | Так                   | Так                               | Так                       | Так                      |
| Єремії                                                  | Так              | Так                      | Так                          | Так                          | Так                          | Так                     | Так                   | Так                               | Так                       | Так                      |
| Варуха                                                  | Ні (Апокрифи)    | Так                      | Так                          | Так                          | Так                          | Так                     | Так                   | Ні історична                      | Так                       | Так                      |
| Лист Єремії                                             | Ні (Апокрифи)    | Так 6 глава книги Варуха | Так                          | Ні                           | Так                          | Так                     | Так                   | Ні історична                      | Так Частина книги Єремії  | Так                      |
| Друга книга Варуха                                      | Ні               | Ні                       | Ні                           | Ні                           | Ні                           | Ні                      | Ні (додаток)          | Ні                                | Ні                        | Ні (додаток)             |
| Послання Варуха                                         | Ні               | Ні                       | Ні                           | Ні                           | Ні                           | Ні                      | Ні (додаток)          | Ні                                | Ні                        | Ні (додаток)             |
| Четверта книга Варуха                                   | Ні               | Ні                       | Ні                           | Ні                           | Ні                           | Ні                      | Ні                    | Ні                                | Так Rest of Baruch        | Ні                       |
| Єзекіїля                                                | Так              | Так                      | Так                          | Так                          | Так                          | Так                     | Так                   | Так                               | Так                       | Так                      |
| Книга пророка Даниїла                                   | Так              | Так                      | Так                          | Так                          | Так                          | Так                     | Так                   | Так                               | Так                       | Так                      |
| Доповнення до книги Даниїла                             | Ні (Апокрифи)    | Так                      | Так                          | Так                          | Так                          | Так                     | Так                   | Ні історична                      | Так                       | Так                      |
| Малі пророки                                            | Так              | Так                      | Так                          | Так                          | Так                          | Так                     | Так                   | Так                               | Так                       | Так                      |
| Перша книга Макавеїв                                    | Ні (Апокрифи)    | Так                      | Так                          | Так                          | Так                          | Так                     | Так                   | Ні (історична)                    | Ні                        | Так                      |
| Друга книга Макавеїв                                    | Ні (Апокрифи)    | Так                      | Так                          | Так                          | Так                          | Так                     | Так                   | Ні (історична)                    | Ні                        | Так                      |
| Третя книга Макавеїв                                    | Ні               | Ні (додаток)             | Так                          | Так                          | Так                          | Так                     | Ні (додаток)          | Ні                                | Ні                        | Ні (додаток)             |
| Четверта книга Макавеїв                                 | Ні               | Ні (додаток)             | Ні (додаток)                 | Ні (додаток)                 | Так                          | Ні                      | Ні (додаток)          | Ні                                | Ні                        | Ні (додаток)             |
| Еноха                                                   | Ні               | Ні                       | Ні                           | Ні                           | Ні                           | Ні                      | Ні                    | Ні                                | Так                       | Ні                       |
| Ювілеїв                                                 | Ні               | Ні                       | Ні                           | Ні                           | Ні                           | Ні                      | Ні                    | Ні                                | Так                       | Ні                       |
| 1-3 Meqabyan                                            | Ні               | Ні                       | Ні                           | Ні                           | Ні                           | Ні                      | Ні                    | Ні                                | Так                       | Ні                       |

### Новий Завіт
Новозавітний корпус сформувався до 140 р., але його канонізація відбулася пізніше. На основі гностичних текстів Маркіона (II ст.), який брав Євангеліє від Луки і десять послань ап. Павла, творів Юстина Мученика (пом. у 166 р), Таціана (II ст.), Іринея Ліонського (пом. близько 202 р), Климента Олександрійського (пом. близько 216 р), Тертуліана (пом. після 220 р), Феофіла Александрійського (пом. в 412 р), міланського фрагмента Лудовіко Мураторі (Мураторіїв канон) можна стверджувати, що до кінця II ст. в каноні Нового завіту повсюдно входять: Четвероєвангеліє, Дії, 13 послань ап. Павла, 1-е Петра, 1-е Іоанна і Апокаліпсис Іоанна. Справжність послань Юди, 2-го і 3-го Іоанна, 2-го Петра, Якова та послання до Євреїв викликала суперечки.
До канону тісно примикали і навіть іноді зливалися з ним: Апокаліпсис Петра, «Пастир» Герми, Вчення дванадцяти апостолів (Дідахе), 1-е послання Климента і послання Варнави. Так, наприклад, у фрагменті Мураторі пропущені послання до Євреїв, 1-е і 2-е Петра, 3-е Івана, і послання Якова, але зазначений Апокаліпсис Петра.
Не чіткі уявлення про канон і у Климента Олександрійського: він цитує всі книги як священні Четвероєвангеліє, Євангеліє євреїв, 14 послань ап. Павла, Діяння, три послання ап. Іоанна, два послання ап. Петра, два Апокаліпсису — Петра та Івана, «Вчення дванадцяти апостолів» (Дідахе), «Пастир» Герми та 1-е послання Климента.
Оріген в питанні канонічності текстів Нового Завіту займав більш чітку позицію. Він розрізняв загальновизнані книги (Четвероєвангеліє, Діяння, 13 послань ап. Павла, 1-е Петра, 1-е Івана і Апокаліпсис Іоанна) і спірні, але багатьма прийняті (послання до Євреїв, 2-е Петра, 2-е і 3 е Іоанна, Юди, Якова, Варнави і Вчення дванадцяти апостолів - Дідахе).
Євсевій Кесарійський (пом. 340) ділить книги на ті ж два розряди, але серед загальновизнаних, на відміну від Орігена, називає послання до Євреїв, а відносить до «підроблених»: послання Варнави, «Вчення дванадцяти апостолів», «Пастир» Ерми, діяння Павла і Апокаліпсис Петра.
Західні собори швидше за східних стверджують повний канон Нового Завіту, включаючи Апокаліпсис. Перелік 27 книг містять собори, що відбулися в Гіппоні (393), в Карфагені (397), в Римі (493). І тільки в епоху Реформації знову виникли розбіжності з приводу «спірних» книг, в результаті яких шість послань (2-е Петра, 2-е і 3-е Івана, і Якова, Юди, до Євреїв) і Апокаліпсис були виключені з канону, але отримали статус другорядних — «второканонічних». Второканонічними (девтероканонами) іноді іменувалися також ті книги Септуагінти, яких немає в єврейському протоканоні (Танаху). У вузькому ж сенсі слова девтероканоном є тільки 1-я книга Ездри Септуагінти.
Всі сучасні переклади Біблії — і православні, і католицькі, і протестантські — містять 27 книг Нового Завіту:
- 4 Євангелія (від Матвія, від Марка, від Луки та від Іоанна);
- Діяння апостолів;
- 7 соборних послань (Якова, 1-е і 2-е Петра, 1, 2 і 3-е Івана, Юди);
- 14 послань ап. Павла (до Римлян, два до Коринтян, до Галатів, до Ефесян, до Филип'ян, до Колосян, два до Солунян, два до Тимофія, до Тита, до Филимона, до Євреїв)
- Одкровення Іоанна Богослова.

Vulgata як новозавітного псевдоепіграфа містить також послання ап. Павла до Лаодикійців. У католицькій традиції іноді також називають «каноном» кодифікацію паралельних місць Біблії, особливо синоптичних євангелій (Eusebian Canons).
Новозавітні євангелія засновані на розповідях очевидців і точно і акуратно описують вчення, життя, смерть і воскресіння Ісуса.
Найдавніші рукописи грецького Нового Завіту (в оригіналі Новий Завіт написаний по-грецьки) виявлені на фрагментах папірусів (часте скорочення: р) — стародавнього писального матеріалу, свого роду «паперу», що виготовляється з стебел очерету, що росте вздовж берегів Нілу в Єгипті. Велика частина новозавітних книг (хоча не всі) збереглася на папірусах. Крім того, весь грецький Новий Заповіт зберігся в більш пізніх кодексах (лат. Codex) — стародавніх книгах з шкіряними або пергаментними сторінками. Найдавніші папіруси, які містять текст новозавітних євангелій, перераховані далі, із зазначенням того, які євангельські вірші в них містяться:
| Назва папіруса                 | роки    | Місця в Біблії |
| ------------------------------ | ------- | --- |
| Папірус 67 (P. Barselona 1)    | 125–150 | Мф 3:9, 15; 5:20–22, 25–28                                                                                         |
| Папірус 103 (Р.Оху 4403)       | 175–200 | Мф 13:55–57; 14:3–5                                                                                                |
| Папірус 104 (Р.Оху 4404)       | 175–200 | Мф 21:34–37, 43, 45 (?)                                                                                            |
| Папірус 77 (Р.Оху 2683 + 4405) | 175–200 | Мф 23:30–39 |
| Папірус 64 (P.Magdalen 17)     | 125–150 | Мф 26:7–8, 10, 14–15, 22–23, 31–33                                                                                 |
| Папірус 4 (P.Paris 1120)       | 125–150 | Лк 1:58–59; 1:62–2:1; 2:6–7; 3:8–4:2; 4:29–32, 34–35; 5:3–8                                                        |
| Папірус 75 (Джон Бодмер),      | 175     | Лк 3:18–22; 3:33–4:2; 4:34–5:10; 5:37–6:4; 6:10–7:32; 7:35–39, 4143; 7:46–9:2; 9:4–17:15; 17:19–18:18; 22:4–24:53. |

Повний біблійний канон прийнятий як католиками так і православними, за винятком деяких сект, містить у Новому завіті 27 книг.
| Книги                    | Протестантська традиція | Римо-католицька традиція | Східна Православна традиція | Давньосхідна традиція | Сиро-асирійська традиція | Мова оригіналу (Грецьке койне) |
| ------------------------ | ----------------------- | ------------------------ | --------------------------- | --------------------- | ------------------------ | ------------------------------ |
| Євангеліє                |                         |                          |                             |                       |                          |                                |
| Євангеліє від Матвія     | Так                     | Так                      | Так                         | Так                   | Так                      | Арамейська, Грецька            |
| Євангеліє від Марка      | Так                     | Так                      | Так                         | Так                   | Так                      | Грецька                        |
| Євангеліє від Луки       | Так                     | Так                      | Так                         | Так                   | Так                      | Грецька                        |
| Євангеліє від Івана      | Так                     | Так                      | Так                         | Так                   | Так                      | Грецька                        |
| Апостольська доба        |                         |                          |                             |                       |                          |                                |
| Дії Апостолів            | Так                     | Так                      | Так                         | Так                   | Так                      | Грецька                        |
| Послання від Павла       |                         |                          |                             |                       |                          |                                |
| Послання до римлян       | Так                     | Так                      | Так                         | Так                   | Так                      | Грецька                        |
| 1-е послання до коринтян | Так                     | Так                      | Так                         | Так                   | Так                      | Грецька                        |
| 2-е послання до коринтян | Так                     | Так                      | Так                         | Так                   | Так                      | Грецька                        |
| Послання до галатів      | Так                     | Так                      | Так                         | Так                   | Так                      | Грецька                        |
| Послання до ефесян       | Так                     | Так                      | Так                         | Так                   | Так                      | Грецька                        |
| Послання до филип'ян     | Так                     | Так                      | Так                         | Так                   | Так                      | Грецька                        |
| Послання до колоссян     | Так                     | Так                      | Так                         | Так                   | Так                      | Грецька                        |
| 1-е послання до солунян  | Так                     | Так                      | Так                         | Так                   | Так                      | Грецька                        |
| 2-е послання до солунян  | Так                     | Так                      | Так                         | Так                   | Так                      | Грецька                        |
| 1-е послання Тимофію     | Так                     | Так                      | Так                         | Так                   | Так                      | Грецька                        |
| 2-е послання Тимофію     | Так                     | Так                      | Так                         | Так                   | Так                      | Грецька                        |
| Послання до Тита         | Так                     | Так                      | Так                         | Так                   | Так                      | Грецька                        |
| Послання до Филимона     | Так                     | Так                      | Так                         | Так                   | Так                      | Грецька                        |
| Соборні послання         |                         |                          |                             |                       |                          |                                |
| Послання до Євреїв       | Так                     | Так                      | Так                         | Так                   | Так                      | Грецька                        |
| Послання Якова           | Так                     | Так                      | Так                         | Так                   | Так                      | Грецька                        |
| 1-е послання Петра       | Так                     | Так                      | Так                         | Так                   | Так                      | Грецька                        |
| 2-е послання Петра       | Так                     | Так                      | Так                         | Так                   | Так                      | Грецька                        |
| 1-е послання Івана       | Так                     | Так                      | Так                         | Так                   | Так                      | Грецька                        |
| 2-е послання Івана       | Так                     | Так                      | Так                         | Так                   | Так                      | Грецька                        |
| 3-є послання Івана       | Так                     | Так                      | Так                         | Так                   | Так                      | Грецька                        |
| Послання Юди             | Так                     | Так                      | Так                         | Так                   | Так                      | Грецька                        |
| Об'явлення               |                         |                          |                             |                       |                          |                                |
| Апокаліпсис              | Так                     | Так                      | Так                         | Так                   | Так                      | Грецька                        |

### Історичний огляд новозавітних досліджень в новітній час
Критичне (в поганому значенні) відношення до Біблії взагалі і до Нового Заповіту, зокрема, почалося в епоху раціоналізму, тобто в епоху Освіти, починаючи з середини XVIII століття. Сказати про те, що це — дослідження Біблії або Нового Заповіту, неможливо, — це була просто негативна критика, що ґрунтувалася на догматичному підході, а не на науково-дослідному. Догмат був дуже простій: чудес на світі не буває, отже, все, що Біблія говорить про чудеса — брехня. Оскільки чудесами наповнений весь НЗ, починаючи з чуда Боговтілення і кінчаючи чудом Воскресіння, значить, весь НЗ — «вигадка попівства». Переважно це французький підхід, хоча відгомони були і в Німеччині, і в Росії.
Епоха Освіти справила такий могутній вплив на менталітет цієї нації, що дотепер французи вважаються самою атеїстичною нацією на світі.
Все це породило реакцію благочестивих або сентиментально-благочестивих людей, філософів, богословів, що привело до появи в Німеччині на початку XIX століття теорії Шлєєрмахера про те, що треба строго розрізняти історію і віру, для людського серця важлива не історія, а віра, і НЗ відображає віру в Ісуса. Це теж чисто догматичний, не дослідницький підхід.
Власне наукове дослідження пов'язане з початком XIX століття — з появою літературної критики Євангелій. Отже, перший науковий етап біблійних досліджень — літературна критика. Позбавлена вона всякої емоційності, це була чисто науково-дослідна робота, що не має відношення до критики в негативному значенні. Цією роботою могли займатися дуже віруючі люди або абсолютно невіруючі — це була наукова робота над текстом.
Питання новітньої текстології. Одне з основних — питання авторства. Друге, більш значне питання, яке привело до величезних результатів у дослідженнях — це питання про вивчення синоптичних Євангелій. Починаючи з XVIII століття, критики євангельських текстів вказували не тільки на наявність «нез'ясовних» і «неіснуючих» чудес в Євангеліях, але і на те, що самі Євангелія повні суперечностей. Євангелист Матфей, Марк, Лука схожі один на одного (синоптичні). Всі три Євангеліє містять загалом і в цілому однаковий матеріал, але в цьому матеріалі стільки різночитань, суперечностей, що, звичайно, історична реальність, яка описана євангелистами — «вигадка».
Літературна критика і займалася дослідженням питання: чому три синоптичні Євангелія містять в паралельних місцях іноді дослівно однаковий матеріал, а іноді дивно розходяться один з одним.
До кінця XIX століття літературна критика добилася величезних результатів, і з'явилася т. з. «теорія двох джерел», яка панує дотепер, тільки підчищається, залишається досліджувати тільки якусь тонкість. Ця теорія пояснила всю схожість і суперечності між євангелистами з логічної раціональної (тобто наукової) точки зору.
Літературна критика знаменувала собою відхід від чисто історичної проблематики віку освіти, тому що тоді цікавила історія: був або не був Ісус? Літературна ж критика займається чисто науковим питанням схожості і відмінності текстів.
Але на початку ХХ століття знов відроджується історичний інтерес до Євангелія. Особливо він був спровокований першою світовою війною, яка збудила, з одного боку, глибоку релігійність в багатьох верствах населення (як завжди такі катастрофи будять релігійність) з другого боку, у багатьох віруючих людей вона збудила ворожість до релігії: як може бути, що такі жахи творяться на землі. Цей історичний інтерес до Євангелія виникнув завдяки роботам двох великих німецьких дослідників: Bultmann, Dibelius (Bultmann є найбільшим за всю історію християнства дослідником Нового Завіту). Обидва вони в 1919—1920 роках незалежно один від одного розробили т. з. «історію літературних форм Евангелій» (Formgeschichte). Під «формою» розуміється маленька закінчена літературна єдність усередині Євангелія (те, що ми звикли називати «перикопами», «зачалами»). Історія форм привела до того, що стало можливим до певної міри визначати історію становлення євангельського тексту або, навпаки, виходячи з євангельського тексту, відновлювати історію колишнього часу. Яких би чудових результатів не досягла ця теорія, вона привела до історичного скепсису. Наприклад, Bultmann в середині свого наукового шляху стверджував, що з Євангелій ми не можемо дізнатися нічого про Ісуса Христа; це було сказано з викликом, і сам він навряд чи вірив в це, але, в усякому разі, скепсис існував.
Тому історичний інтерес знову почав поступово угасати, і приблизно в 1930-ті роки знов з'являється чисто науковий інтерес. З'являється новий метод дослідження Євангелія, який одержав назву «Історія редакцій» (Redaktionsgeschichte). Це було продовженням літературної критики. Якщо літературна критика займалася критикою тексту і досліджувала всю схожість, відмінності і намагалася пояснити їх, то історія редакцій стала цікавитися євангелістами як представниками певних Церков. Скажімо, чому Матфей змінив щось у Марка, з яких богословських міркувань Лука поправив щось у Матфея — тобто історія редакцій займається питаннями редагування висхідного матеріалу тим або іншим євангелістом.
Ця робота мала дуже велике значення в становленні цілої галузі біблійного знання — Біблійного богослів'я, зараз це вже наука, зароджувалося це біблійне богослів'я саме під час досліджень історії редакцій.
Результатами історії редакцій було ретельне дослідження одного Євангелія за іншим. Спочатку було найдокладнішим чином досліджено Євангеліє від Марка; Євангелію від Марка присвячено незрівнянно більше досліджень, ніж іншим Евангеліям, включаючи Іоана; можна сказати, що до середини 50-х років Євангеліє було вивчено від «А» до «Я». Коли в цій сфері робити не залишилось майже нічого, увага біблеїстов перемкнулася на Євангеліє від Луки. Чому саме така послідовність, ми обговорюватимемо. Євангеліє від Луки повністю було досліджено в 70-і роки. В даний час завершується вивчення Євангелія від Матфея (робота виконана тільки на 2/3). Паралельно і незалежно від цього йшло вивчення Євангелія від Іоана, і можна сказати, що Євангеліє від Іоана досліджено достатньо добре, перш за все, завдяки роботам Bultmann'a і Шнакнбурга.
Павліністичні дослідження почалися давно і продовжуються дотепер, вони абсолютно незалежні від тих методів, про які сказано вище.
Що стосується Апокаліпсису, то поштовх до дослідження Апокаліпсису дало Біблійне богослів'я. Текстуальне дослідження було виконане вже в середині XIX століття, але що стосується значення книги і структури (літературної і богословської) — все це породжено Біблійним богослів'ям.
Всі вищезазначені імена — німецькі. Так вийшло, що саме протестантська частина Німеччини, вільна від зв'язаності традицією, приступила до наукового вивчення Біблії першою. Наприклад, питання про авторство здавалося недоторканним ні для православних, ні для католиків дуже довгий час — раз сказано, що Матфей, значить, це — Матфей, — це сакрально. Саме завдяки німцям біблеїстична наука одержала такий розвиток, а в ХХ столітті відбувся вибух, подібний тому, який відбувся в Біології або Фізиці.
Лише поступово Католицька Церква стала здавати свої позиції. В 1943 році з'являється енцикліка «Divine afflante Spiritu» від папи Пія IX, в якій з висоти кафедри богословам дозволявся науковий підхід у вивченні біблійного тексту. Починаючи з цього часу поступово (тому що біблеїстичної католицької школи не існувало) розвивалася католицька біблеїстика, і зараз важко сказати, яка школа переважає: протестантська чи католицька.
У Англії і США процес був затягнутий в часі. Перші англійські біблеїсти з'являються тільки в 1920-і роки, перші американські — тільки в 1970-і роки.
Якщо ще років 15 тому для людини, яка бажала вивчати Біблію, було абсолютно необхідним вивчити німецьку мову, тому що інакше читати наукову літературу було неможливо, то в даний час стан змінюється; маса німецьких класичних книг поступово перекладалася на англійську мову, видавалася, перш за все, в США. Так починає формуватися англомовна біблеїстика, починає розвиватися англомовна біблеїстична термінологія, і зараз на англійській мові біблеїсти говорять так же вільно, деколи навіть англійська переважає.
Франція не дала великих біблійних дослідників, можна назвати 2–3 імені.
Православ'я. До революції православ'я асоціювалося з Росією. В Росії з причини відсутності вищого магістеріума, який існує у католиків в особі папи, нікому було заборонити або дозволити біблеїстичні дослідження, тому все йшло традиційним шляхом, всі говорили, що дуже люблять Євангеліє, клали його на аналой, цілували, але не читали, тим більше не досліджували. Більш того, всякі наукові дослідження не заохочувалися, критикувалися, заборонялися. Це цілком зрозуміло з психологічної сторони, тому що, здавалося, наукові дослідження торкаються самого святого, причому, святе плуталося зі священним, священними, наприклад, вважались імена: якщо написано, що пастирські послання написав апостол Павло — це священно. В цьому відношенні православ'я XIX — поч. ХХ століття дуже сильно відрізнялося від Православ'я перших віків християнства з його вільним відношенням до подібних питань, з науковим підходом, який тільки в V столітті змінився деякою закостенілістю, зв'язаною з варваризацією Європи і Візантії.
Тільки в 1905 році, у зв'язку з появою царських маніфестів, були дозволені біблійні дослідження, правда, їх ніхто і не забороняв. Тоді в Духовних Академіях поступово починає формуватися біблеїстична школа; достатньо згадати ім'я Н. Н. Глубоковського; він, правда, не належав до покоління молодих учених, і в своїх творах зберіг багато рис старого традиціоналістичного підходу, боязливого по відношенню до всякого дослідження. Але з'являються і молоді імена, і чудові роботи;на жаль, їх було дуже мало, і війна 1914 року, а потім революція перервали цю справу, школа припинилася і не поновилася дотепер. Тільки останнім часом з'являються деякі роботи у сфері біблеїстики, переважно в Москві в світському середовищі, вони цікаві, але сумнівні в своїй якості і, звичайно, не православні.
Але в ХХ столітті поступово з'являється інша православна наукова школа в Греції. Грецька Церква достатньо традиціоналістична, але існують православні грецькі університети в Афінах і Фессалоніках. В цих університетах розвивається православна біблеїстика; вона викликала спочатку жахливо негативну реакцію з боку Синоду і основної маси священства. В даний час вона знайшла достатню силу для того, щоб подолати негативне відношення, і ми знаємо багато грецьких імен і цікавих робіт. Основні імена грецьких авторів: Агуріадіс (найцікавіше — экзегеза Апокаліпсису), Галі, Каравідопулос, Василіадіс. Перші двоє — почесні члени Товариства дослідників Нового Заповіту (налічує ~1000 членів), обидва були головами Товариства дослідників апостола Павла (достатньо елітарне суспільство).
Американське Православ'я теж дало декілька імен, але недостатньо відомих, щоб їх тут називати.
Всі ці дослідники отримали освіту в Німеччині, так що, все одно, Німеччина — витік біблеїстики як Старозавітньої, так і Новозавітньої.

### Внутрішні ознаки правдивості новозавітних книг
Правдивість Священних Новозавітніх книг підтверджують самі ці книги. Кожна книга повинна мати відбитки того часу, коли вона була написана, і особисті якості її автора. Новозавітні книги були написані при перших римських імператорах письменниками єврейського походження, принаймні вихованих у Палестині. Розгляд священних Новозавітніх книг показує, що в них немає нічого, що б суперечило цим історичним положенням. Політичний, церковний і географічний стан Палестини, описаний в священних Новозавітніх книгах, відповідає ері перших римських імператорів:
• Політичний стан Юдеї, коли вона знаходилась під владою Римської імперії, точно відображається в священних Новозавітніх книгах. З історії ми знаємо, що після Маковеїв Палестиною керував Ірод, котрий носив титул царя, поставлений царем римськими кесарями. Він знаходився у васальній залежності від Риму. Після його смерті, що припала на рік народження Христа, його володіння були розділені між синами: Архелай отримав Юдею, Ідумею і Самарію; Ірод Антипа більшу частину Галілеї і Пірею; Филип — Північно-Східну частину Трахонітіду, Імурею, і деякі області Зайордання.
Архелей недовго керував, через 10 років за свою жорстокість був скинутий і засланий в місто Вену в Галії. Після чого Юдея була перетворена в Римську провінцію, якою керували Римські намісники або прокуратори.
Після смерті Филипа, а потім і Ірода Антипи, Палестина знаходилась в одних руках — а саме, в руках Ірода Агрипи І, внука Ірода Великого. Але після смерті Ірода Агрипи І Палестина була перетворена в Римську провінцію, і тільки невелика частина її –Трахонитида та Холкіда — деякий час була під владою сина Ірода Агрипи І — Ірода Агрипи ІІ.
Таке відображення політичного стану Палестини в період перших Римських імператорів ми знаходимо в священних Новозавітніх книгах. В них відображується навіть характер юдейських управителів, що збігаються з подіями історії. Так Ірод Великий зображується як жорстокий цар (Мф.2), таким його відображає і історія. Архелай теж був жорстокий, тому батьки Ісуса Христа поселилися в Галілеї, залишивши зі страху Юдею, котрою керував Архелай (Мф. 2,22). Євангелісти розповідають, що Ірод Антипа був в незаконному шлюбі із жінкою свого брата Филипа, якого викривав Іван Христитель. Це збігається з розповіддю історика Юдеї Йосифа Флавія. Письменник книги Діянь зберіг навіть таку подробицю, що Ірод Агрипа ІІ жив зі своєю сестрою Веронікою (Дії 25:13).
Далі, з часу приєднання Юдеї до Римської провінції, прокуратори керували над юдеями. Це відповідає євангельським розповідям. Євангеліст розповідає, що в Капернаумі (Мф. 8:5), Кесарії (Дії 10:1), Єрусалимі (Мф. 17:1; Дії 23:10, 21:1) знаходились гарнізони, що тримали в покорі ізраїльський народ. На жителів Палестини було накладене тяжке ярмо податків. Це видно із лукавого запитання фарисеїв Ісусу Христу: «Чи годиться давати податок для кесаря, чи ні?» (Лк 20:22). Таке відображення історії дає книга, написана в один і той самий час з даними подіями.
З історії відомо, що в церковному відношенні римляни надавали свободу в управлінні богослужіннями. Так, вищий суд був наданий синедріону. Свобода в церковних справах обмежувалась тим, що обрання і утвердження на посаду первосвященика належало римським прокураторам, а також підтвердження смертних вироків, що затверджувалися синедріоном.
Ці історичні згадки про стан Юдеї в церковних відношеннях збігаються з даними священних Новозавітніх книг. В них говориться, що юдеї мали свій храм, приносили в ньому жертви, збиралися на свята в Єрусалимському храмі. Мали можливість виконувати всі писання обрядового закону Мойсея; збиралися в синагоги для читання і тлумачення Святого Писання.
Коли синедріон засудив Ісуса Христа на смерть, вирок був виконаний тільки після затвердження його Понтієм Пілатом. Це свідчить про те, що синедріон мав свободу, але обмежену, що теж збігається з даними історії.
Згідно із Законом Мойсея, старозавітне священство очолював первосвященик, а в Новозавітніх книгах про первосящеників згадується в множині. Це означає, що одночасно було декілька первосвящеників. Це пояснюється тим, що римські прокуратори за власним бажанням і користолюбством часто міняли первосвящеників. В час суспільного служіння Ісуса Христа первосвящеником був Каяфа, а відставним його тесть Анна. Таким чином, і в цьому відношенні дані священних Новозавітніх книг збігаються із свідченнями історії.
1. Історія говорить, що в релігійному відношенні Юдея в 1ст. поділялася на партії. Особливо сильними і впливовими були партії фарисеїв та саддукеїв. Крім цього відомо, що в той час між жителями Юдеї і Самарії існувала велика релігійна різниця.
Священні Новозавітні книги не тільки про все це згадують, але й кожну релігійну партію описують тими рисами, якими вона дійсно відрізнялася. Так, говориться, що фарисеї були суворими ревнителями обрядового закону Мойсея. Ісус Христос часто викривав їх лицемірство. Про саддукеїв згадується як про тих, що відкинули воскресіння мертвих і потойбічне життя. Особливо про це ясно сказано в бесіді Ісуса Христа з саддукеями. Запитавши його: «Чиєю жінкою в потойбічному житті буде та, яка в земному житті мала 7 чоловіків?» Юдеї зображаються правовірними, а самаряни — розкольниками. Ворожнеча між ними доходила до того, що юдеї вважали оскверненням проходити через Самарію. Бесіда Ісуса Христа з самарянкою ясно розкриває ці взаємовідносини. Самарянка дивується, що Ісус Христос, будучи юдеєм просить води у неї, самарянки (Ів.4,22).
2. Історія показує Палестину розділеною в 1-ому ст. на Юдею, Самарію, Галілею, Зайорданську країну і Пірею, які були дуже населеними. Потім, внаслідок політичних переворотів, географічний поділ Палестини змінився. Але в священних Новозавітніх книгах він дається таким, яким він був в 1-му столітті.
Звідси випливає, що в священних Новозавітніх книгах Палестина, її політичний стан, географічний поділ, а також положення юдеїв у церковному і релігійному відношенні відображаються такими, якими вони були в 1-му столітті. Відбиток часу ще раз підтверджує церковне вчення про те, що священні Новозавітні книги були написані в 1-му ст.
Крім відбитку часу, священні Новозавітні книги носять на собі сліди тих якостей, які були характерні тогочасним письменникам. Вивчаючи ці книги, можна сказати, що вони, хоча й були написані на грецькій мові, але їх творці були євреями або, принаймні, «сиділи біля них». Письменники священних Новозавітніх книг виявляють гарне знання Старого Завіту. Вони не користуються язичницькою філософією. Мова новозавітніх письменників проста та невишукана. Ці свідчення про письменників священних Новозавітніх книг збігаються з якостями, якими володіли апостоли. Перш за все, всі вони були юдеями, а які й не були такими, то мали близьке відношення до них. Апостоли були люди прості, невчені, які просто ловили рибу. Це підтверджує вчення Церкви, що священні Новозавітні книги були написані апостолами.
Але коли припустити, що це не так, і ці роботи були представлені справжніми письменниками за апостольські, яким повірила Церква, тоді їх треба визнати (справжніх письменників) неправдомовцями. В священних Новозавітніх книгах повинні були б бути сліди омани та хитрості. Між тим, навіть найзапекліші критики правдивості священних Новозавітніх книг стверджували, що в них немає ніяких слідів омани і хитрості. В них не знайдеш намагання письменників привернути увагу читачів, чи гордого прояву апостольської влади, що так притаманно самозванцям. Це говорить про те, що письменники не можуть бути неправдомовцями.